# Johann Adolph Gelbert
Johann Adolph Gelbert auch Jean Gelbert (* 24. November 1806 in Kaiserslautern; † 25. Februar 1881 in Klingenmünster) war ein deutscher Bierbrauer und Politiker. Er war bayerischer Landtagsabgeordneter und Bürgermeister von Kaiserslautern.

## Politik
Gelbert war von 1864 bis 1869 Bürgermeister der Stadt Kaiserslautern. Nachdem am 3. Januar 1872 der Austritt von Daniel Ritter genehmigt wurde, zog Gelbert am 22. Januar in die Kammer der Abgeordneten des 25. Bayerischen Landtags als Nachfolger ein. Er vertrat dort den pfälzischen Stimmkreis Kirchheim-Kaiserslautern. Gelbert schied im April 1875 am Ende der 13. Wahlperiode aus.